# Alinda atanasovi
Alinda atanasovi is een slakkensoort uit de familie van de Clausiliidae. De wetenschappelijke naam van de soort is voor het eerst geldig gepubliceerd in 1964 door Urbanski.